# Čeh (priimek)
Čeh je 84. najbolj pogost priimek v Sloveniji, ki ga je po podatkih Statističnega urada Republike Slovenije na dan 31. decembra 2007 uporabljalo 1.440 oseb. Najpogostejši je na Štajerskem.

## Znani nosilci priimka
- Aleš Čeh (*1968), nogometaš
- Aleš Čeh (*1980), nogometaš
- Anton Čeh (1882—1930), slikar portretist, fotograf
- Anton Čeh (1937—2011), slov.-hrvaški dirigent in skladatelj
- Anton Čeh (1943—2023), nogometaš
- Barbara Šega Čeh (*1953), filologinja, prevajalka
- Barbara Čeh, dr.-agronomija (Inšt. za hmeljarstvo...)
- Boni (Bogdan) Čeh (*1945), slikar
- Boris Čeh (*1951), kemik
- Boris Čeh, oblikovalec, ilustrator
- Darka Čeh (*1949), lutkarica, dramaturginja, avtorica lutkovnih igric ...
- David Čeh, igralec
- Drago Čeh (1909—1988), montanist in metalurg, rudarsko-metalurški gospodarstvenik
- Franc Čeh (1869—1944), zdravnik
- Gregor Timothy Čeh, prevajalec
- Josip Čeh, veterinar
- Jože Čeh (*1971), gorski tekač
- Jožica Čeh Steger (*1965), literarna zgodovinarka in kritičarka (slovenistka, prof. UM)
- Jure Čeh (̈*1966), fotograf
- Katarija Gomboc Čeh (*1993), pesnica, pisateljica, jezikoslovka
- Kristjan Čeh (̈*1999), atlet, metalec diska
- Majda Čeh (̈*1949), etnologinja, muzealka
- Marjan Čeh (*1964), geodet, geoinfomatik
- Marko Čeh (*1985), gledališki režiser
- Milan Čeh (1905—1972), zdravnik
- Miran Čeh (*1958), kemik (IJS)
- Mirko Čeh (1923—2013), kemik, prof. UM
- Nastja Čeh (*1978), nogometaš
- Olga Butinar Čeh, umetnostna zgodovinarka, kustosinja Galerije ZDSLU
- Petra Čeh, umetnostna zgodovinarka, kustosinja
- Robert Čeh (̈*1962), zdravnik radiolog, član DS RS
- Rudolf Čeh (1914—2000), romanist-francist, ravnatelj gimnazije Ptuj
- Sandi Čeh (*1983), nogometaš
- Sašo Čeh (*1943), arhitekt, urbanist
- Suzana Čeh, arhivistka
- Tadej Čeh (*1989), judoist
- Tim Čeh (*1994), nogometaš
- Tina Čeh (*1988), violinistka
- Tomislav Čeh, turistični menedžer
- Vesna Čeh Štok, lektorica francoščine
- Živa Čeh, jezikoslovka anglistka, turistična strok.